# Dyscia serena
Dyscia serena là một loài bướm đêm trong họ Geometridae.